# 泳ぐひと
『泳ぐひと』（およぐひと、原題：The Swimmer）は、1968年のアメリカ映画。ニューシネマの代表作とされる。原作はジョン・チーヴァーの1964年の同名の短編小説。

## あらすじ
ある男（バート・ランカスター）が海パン一丁で林の中から現れる。ニューヨーク州マンハッタン島の裕福な高級住宅地のプールを渡って歩き、何人かの人と会う。最初のほうに会う人々は彼に好意的だが、終盤に近づくにつれ余所余所しくなる。かつての恋人宅のプールで、元恋人に会うがつれなくされ、次に訪れるプールは安い入場料の市民プールだ。そこでは誰も彼のことをかつて豊かだったころの彼としては扱ってくれない。そして、最後に彼が訪れるのは……。

## スタッフ
- 監督： フランク・ペリー
- 製作： フランク・ペリー   /　ロジャー・ルイス
- 原作： ジョン・チーバー
- 脚本： エレノア・ペリー
- 撮影： デヴィッド・Ｌ・クエイド   /　マイケル・ネビア
- 音楽： マーヴィン・ハムリッシュ

## キャスト
- バート・ランカスター： ネッド・メリル
- ジャネット・ランドガード（英語版）： ジュリー・アン・フーパー
- ジャニス・ルール： シャーリー・アボット
  - 当初バーバラ・ローデンが配役されていたが、配役替え・再撮影となった[1]。
- ジョーン・リバーズ： ジョーン
- マージ・チャンピオン（英語版）： ペギー・フォースバー
- キム・ハンター： ベティ・グラハム
- ローズ・グレゴリオ： シルヴィア・フィニー
- ダイアナ・マルドア： シンシア
- ダイアナ・ヴァン・ダー・ヴリス： ヘレン・ウェスターハージ

## 備考
- ノンクレジットだが、撮り直しで呼ばれたシドニー・ポラックが監督として参加している。
- 撮影期間は1966年6月から8月だが編集に時間を要し更に重いテーマから公開時期の見合わせで2年後一般公開された。